# Walsingham
Walsingham is een civil parish in het bestuurlijke gebied North Norfolk, in het Engelse graafschap Norfolk met 819 inwoners. Het wordt gevormd door twee aaneengesloten dorpen: Great Walsingham en Little Walsingham.
Walsingham is vooral bekend als bedevaartsoord. Het bezit schrijnen toegewijd aan de Maagd Maria.